# Impressionisme d'Amsterdam

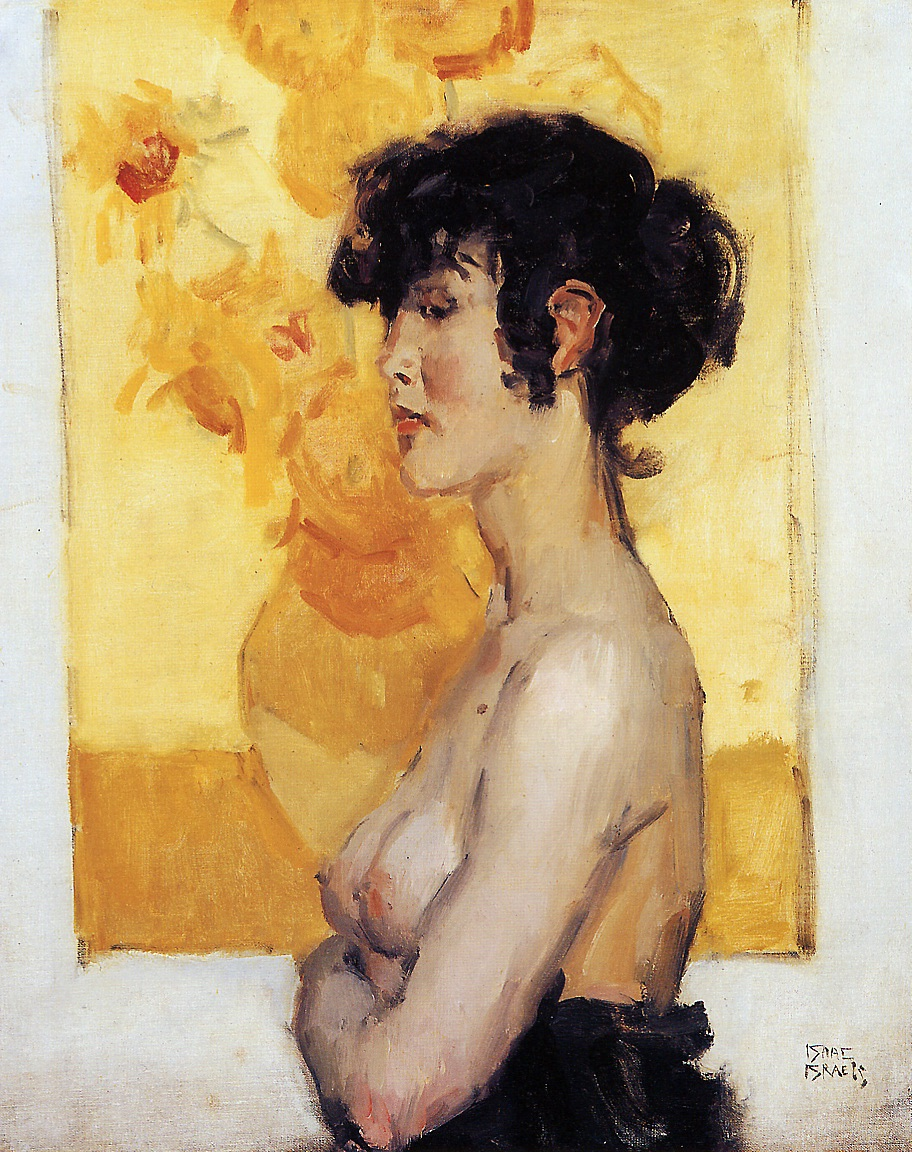
Isaac Israëls: Dona davant dels Gira-sols de Vincent van Gogh, 1917

L'impressionisme d'Amsterdam fou un moviment artístic de les darreries del segle xix a Holanda. Està associat especialment amb George Hendrik Breitner.
Les idees innovadores sobre la pintura dels impressionistes francesos foren introduïdes als Països Baixos pels artistes de l'escola de la Haia. Aquest estil nou de pintura també fou adoptat a Amsterdam per la generació jove d'artistes de finals del segle xix. Com els seus col·legues francesos, aquests pintors d'Amsterdam posaven les seves impressions a la tela amb cops ràpids, visibles, del pinzell. Se centraven a descriure la quotidianitat de la ciutat.

## Orígens
Breitner estudià quatre anys i mig a l'Acadèmia Reial d'Art de la Haia i hi entrà en contacte amb artistes de l'escola de la Haia com ara Jozef Israëls, Jacob Maris i Anton Mauve, i entrà al Pulchri Studio. De tota manera, el seu estil fou sempre massa lliure per a ser realista en la natura, un distintiu de l'escola de la Haia. El 1884 anà breument a París, on hi prengué contacte amb l'impressionisme, i en el seu retorn s'instal·là a Amsterdam, on esdevingué conegut per les seves lliures i energètiques descripcions de la vida urbana.
Altres impressionistes d'Amsterdam foren Floris Hendrik Verster, Isaac Israëls, Willem Bastiaan Tholen, Kees Heynsius, Willem De Zwart, Willem Witsen i Jan Toorop, l'últim un soci del pintor belga James Ensor i membre del Les XX de Brussel·les. També formaren part del moviment un grup de dones vinculades a l'impressionisme tardà, anomenades les Amsterdamse Joffers, entre les quals hi havia Lizzy Ansingh i Suze Bisschop-Robertson.

## Galeria

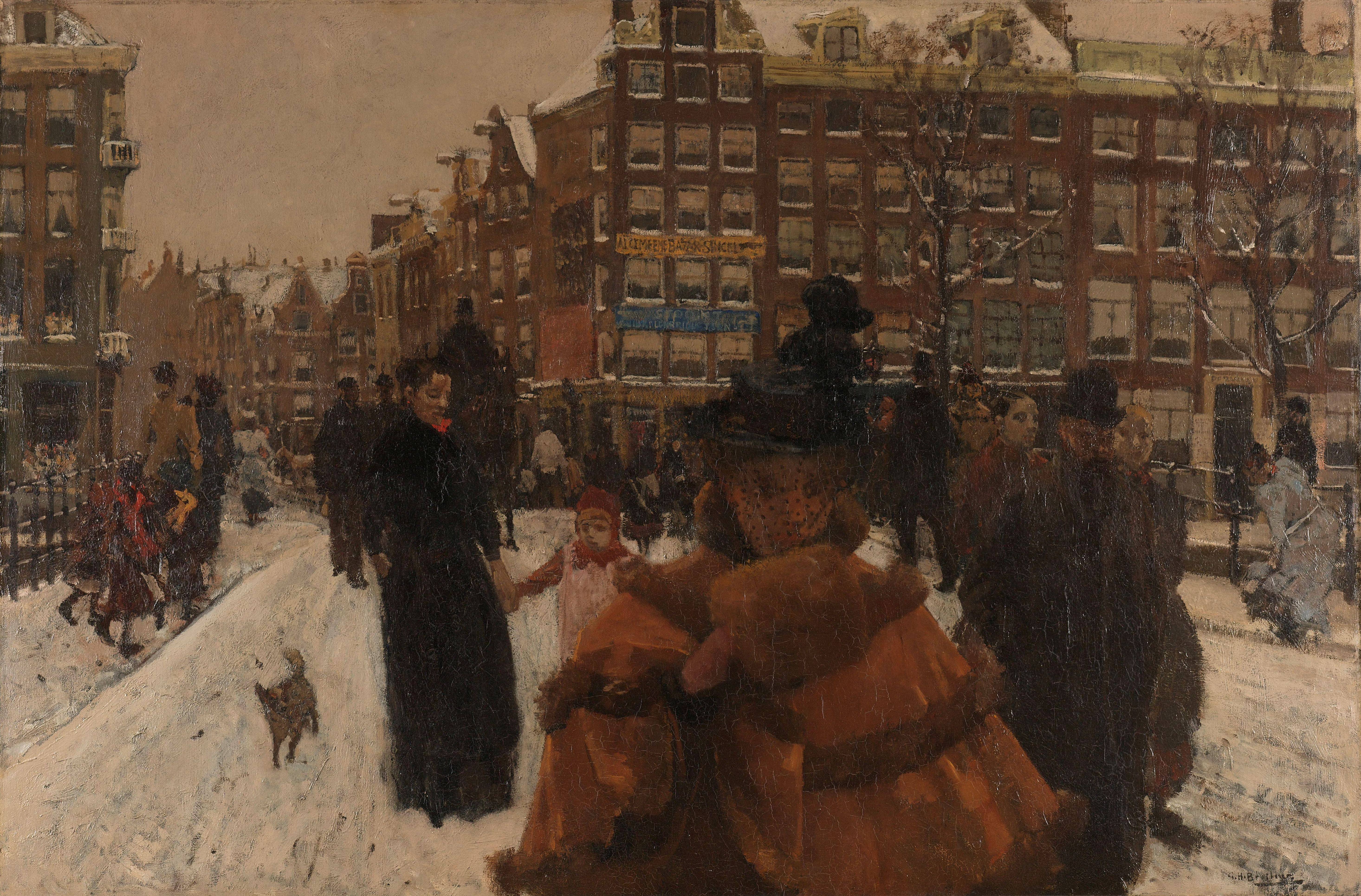
George Hendrik Breitner - El Singelbrug prop del Paleisstraat a Amsterdam, oli sobre tela, circa. 1897, Rijksmuseum, Amsterdam
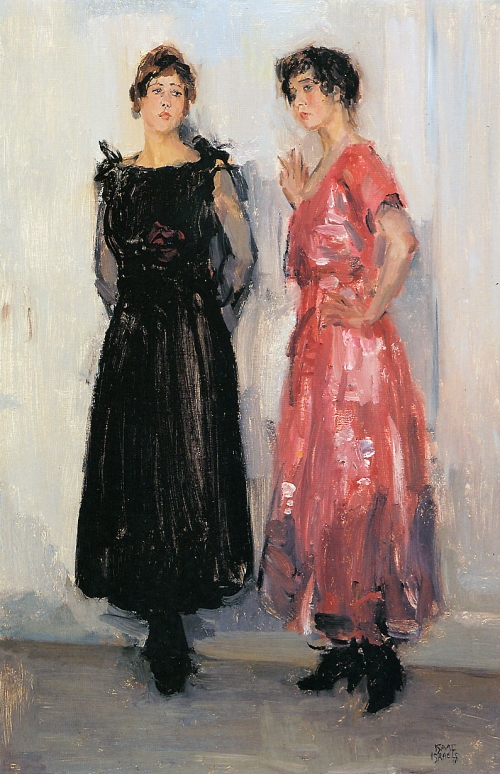
Isaac Israëls - Dues models, Epi i Gertie, a la Casa de Modes d'Amsterdam Hirsch, oli sobre plafó, circa. 1916, Col·lecció privada
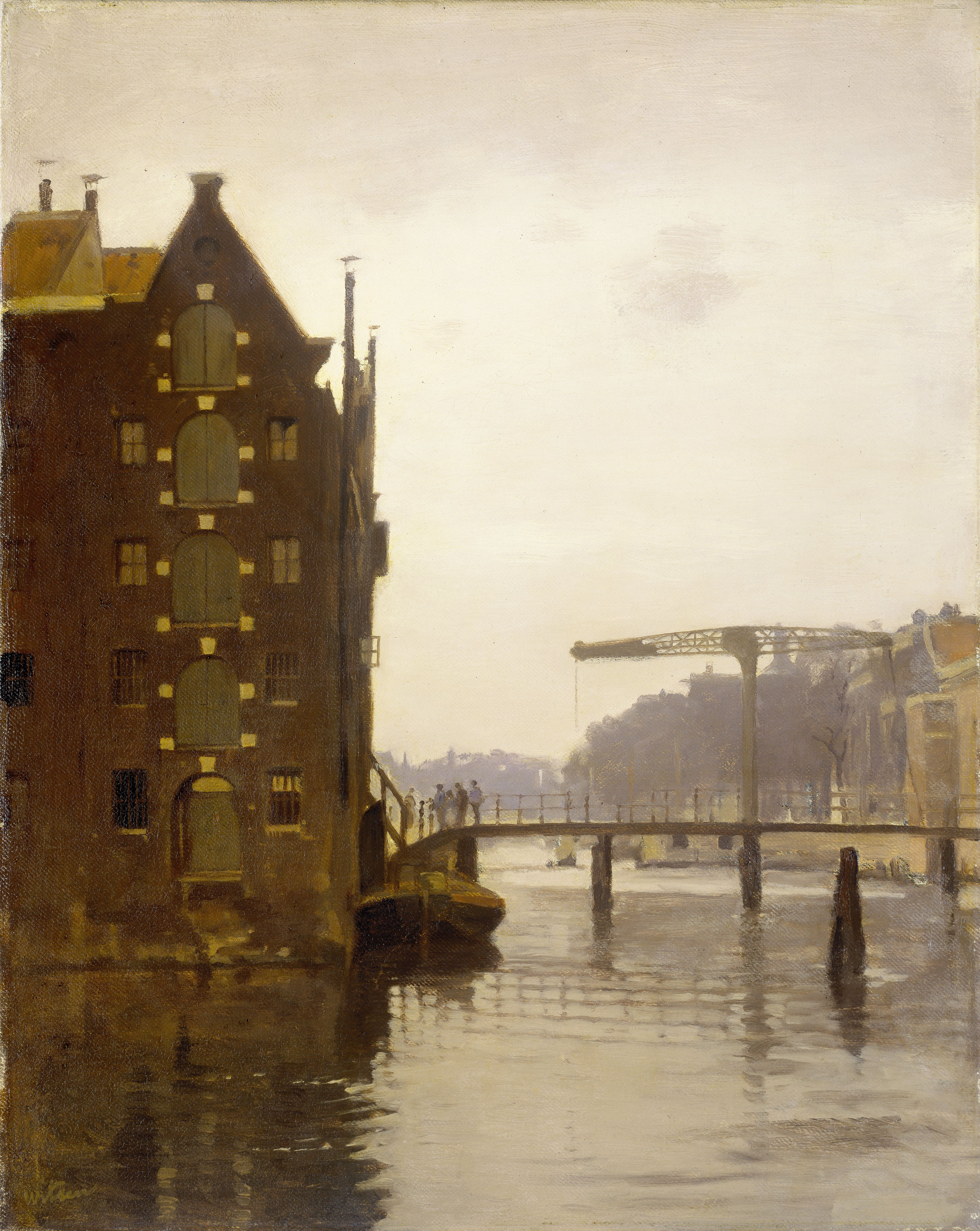
Willem Witsen - Magatzems en un canal d'Amsterdam a l'Uilenburg, pintura a l'oli, entre 1885 i 1922, Rijksmuseum, Amsterdam
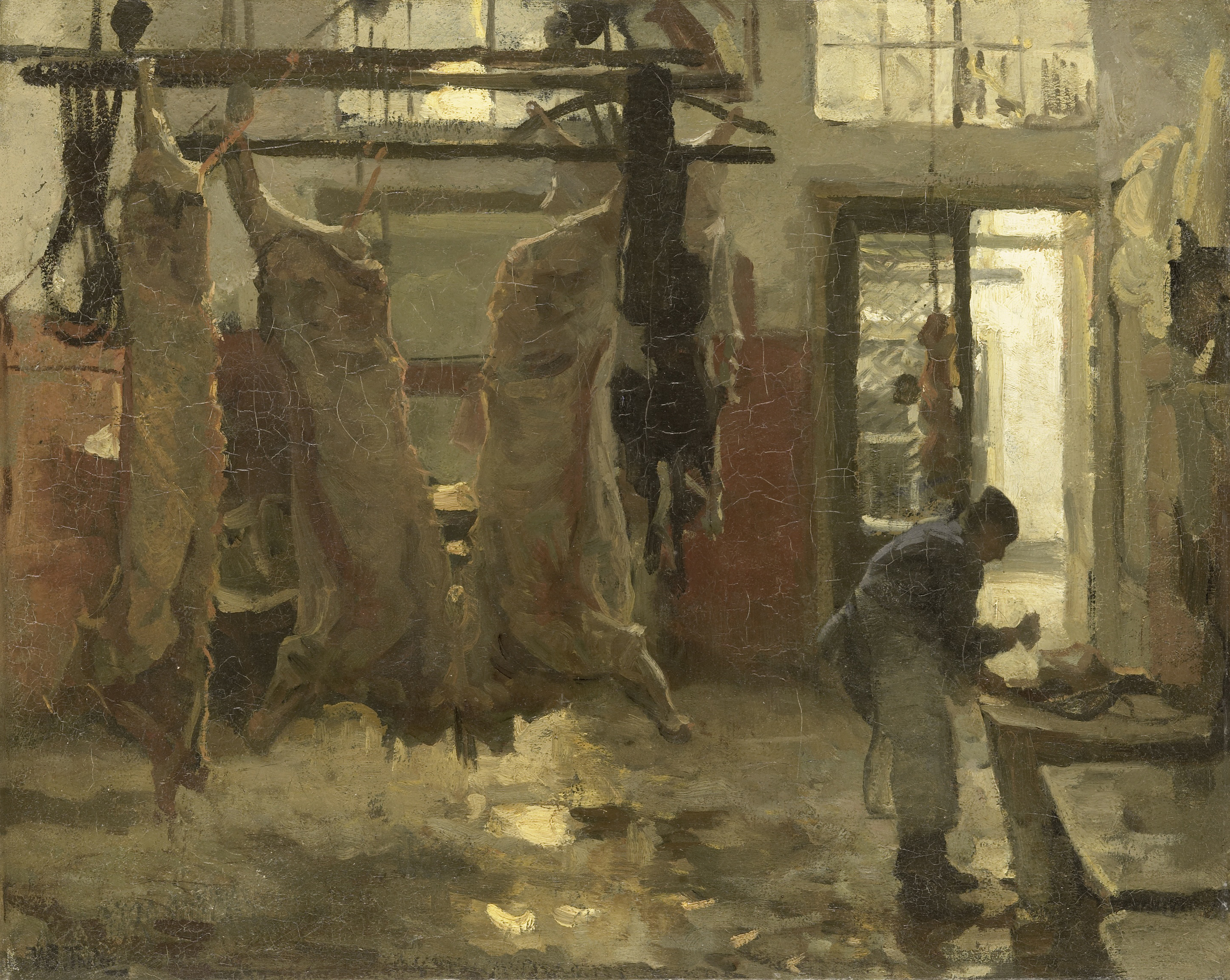
Willem Bastiaan Tholen - L'Escorxador, pintura a l'oli, 1880 - 1901, Rijksmuseum, Amsterdam
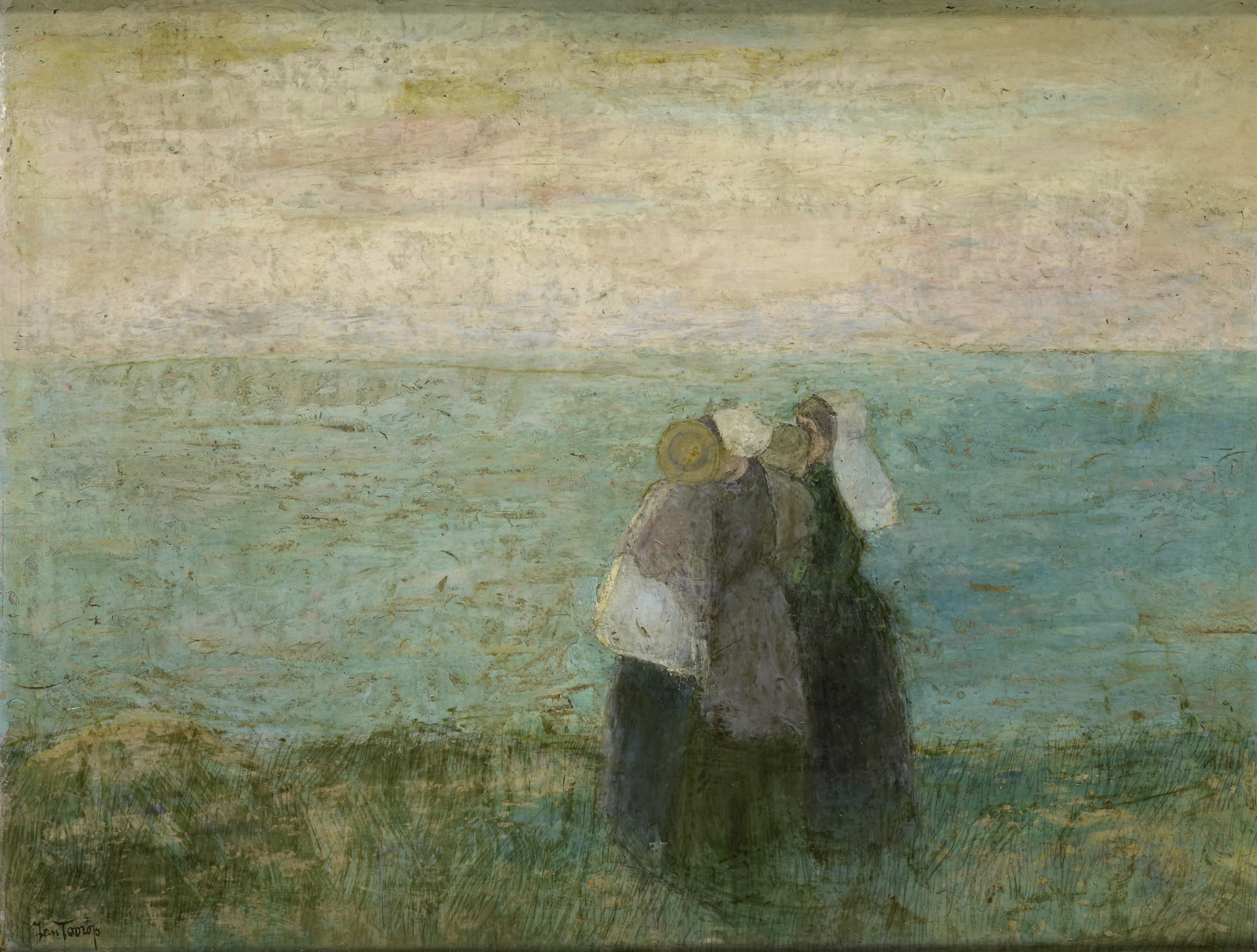
Jan Toorop - Dones al Mar, entre 1885 i 1897, oli sobre cartró, Rijksmuseum, Amsterdam
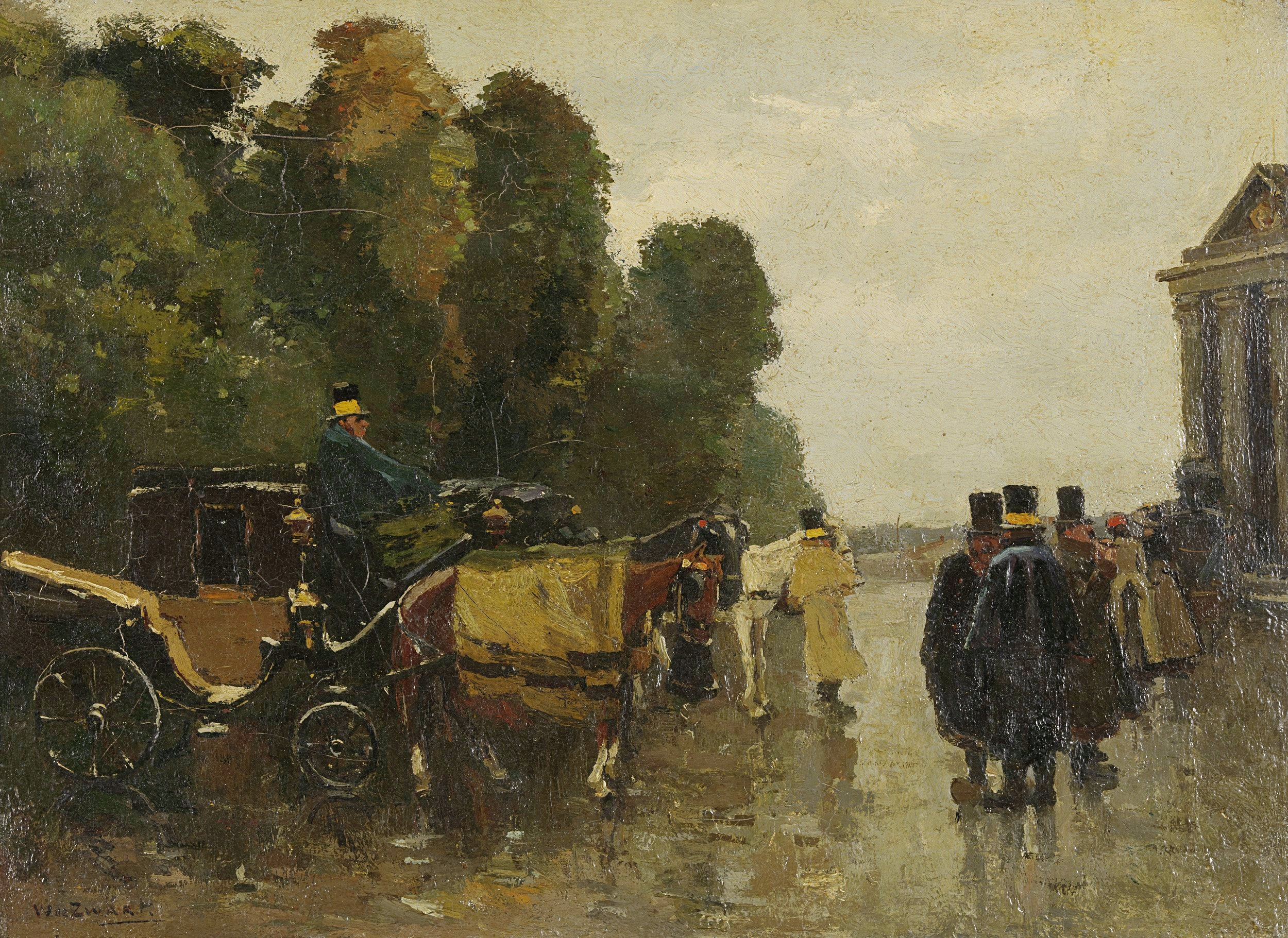
Willem de Zwart - Cotxes amb Cotxers Que Esperen, pintura a l'oli, 1890 - 1894, Rijksmuseum, Amsterdam
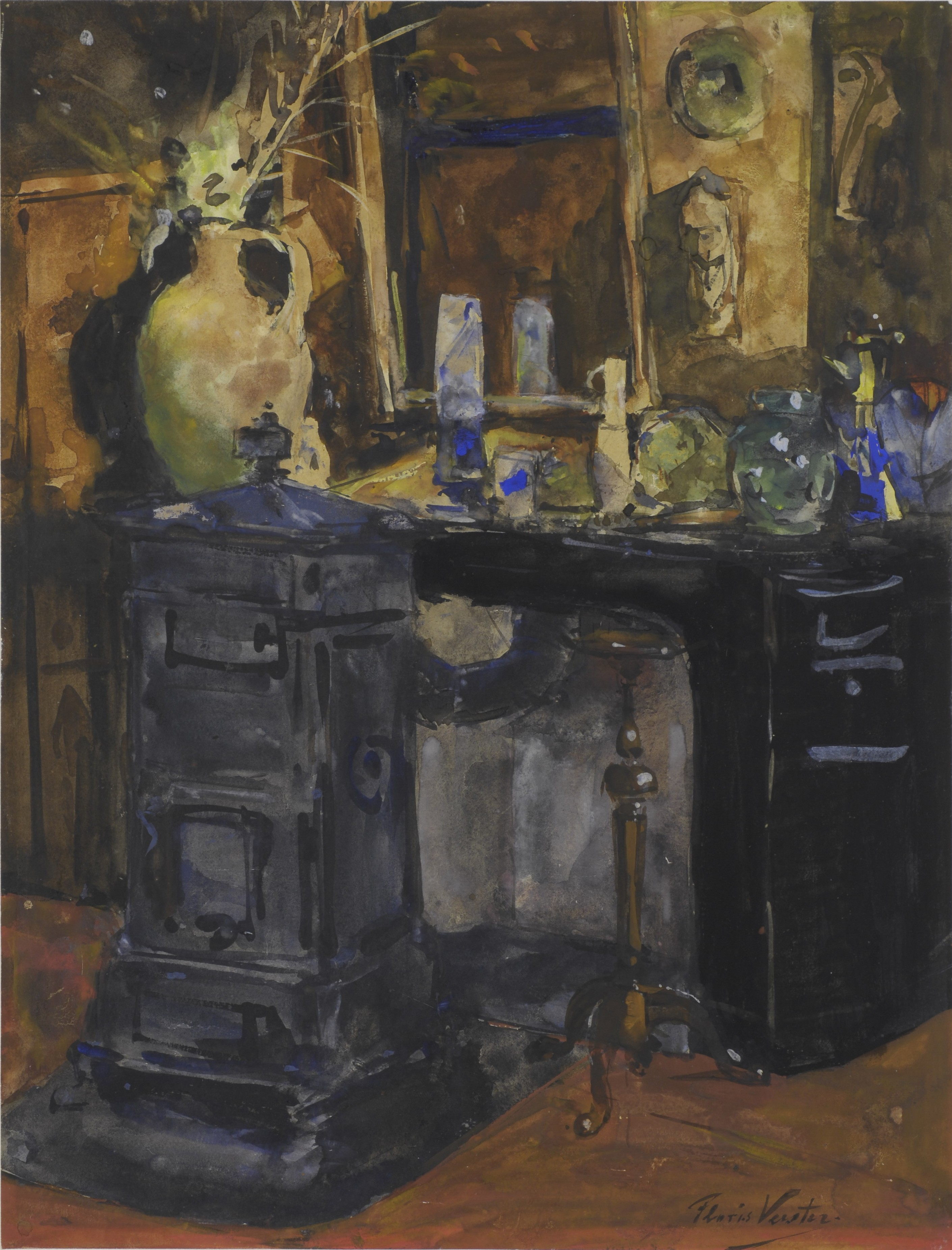
Floris Verster - Vista de l'Estudi de l'Artista, 1888, aquarel·la, Stedelijk Museum, Amsterdam
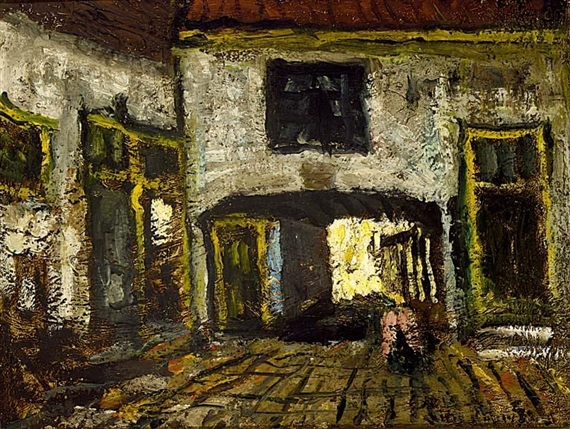
Suze Bisschop-Robertson - Pati juntament amb un Treball per Johan Buning, oli en plafó, abans de 1922